# Pak Inbi
Pak Inbi (hangul: 박인비, handzsa: 朴仁妃, RR: Bak Inbi; népszerű átírással: Inbee Park; Szöul, 1988. július 12. –) dél-koreai professzionális golfozó. 2013-ban és 2014-ben a világranglista első helyén állt, 2015-ben a második helyen Lydia Ko mögött. A 2016. évi nyári olimpiai játékokon 116 év után a sportág első női olimpiai bajnoka lett.

## Élete és pályafutása
Szöulban született, tízévesen kezdett érdeklődni a sport iránt, amikor látta a televízióban Pak Szeri (Park Se-ri) győzelmét a US Women's Openen 1998-ban. Ezt követően még általános iskolásként több junior versenyt nyert, részt vett az állami golfjátékos-képző programban, majd megnyerte a középiskolásoknak rendezett országos versenyt. 2001-ben édesanyjával az Egyesült Államokba költözött, hogy ott eddzen. 14 évesen megnyerte a U.S. Junior Amateur Championship versenyt, 17 évesen indult a Futures Touron, ahol harmadik lett és megszerezte az indulás jogát az LPGA Touron. 2008-ban ő lett a US Women's Open legfiatalabb győztese.
2015-ben egymás után harmadszorra nyerte meg a Women's PGA Championship versenyt, ami korábban csak Annika Sörenstamnak sikerült.
2016-ban Pak (Park) történelmet írt, amikor 28 évesen, a legfiatalabb játékosként került be a női golfhírességek csarnokába (LPGA Hall Of Fame).

## Jelentősebb győzelmei
| Év   | Bajnokság                  | Pontszám              | Második helyezett           |
| ---- | -------------------------- | --------------------- | --------------------------- |
| 2008 | U.S. Women's Open          | −9 (72-69-71-71=283)  | Helen Alfredsson            |
| 2013 | Kraft Nabisco Championship | −15 (70-67-67-69=273) | Rju Szojon (Ryu So-Yeon)    |
| 2013 | LPGA Championship          | −5 (72-68-68-75=283)  | Catriona Matthew            |
| 2013 | U.S. Women's Open          | −8 (67-68-71-74=280)  | Kim Ingjong (Kim In-gyeong) |
| 2014 | LPGA Championship          | −11 (72-66-69-70=277) | Brittany Lincicome          |
| 2015 | Women's PGA Championship   | −19 (71-68-66-68=273) | Kim Szejong (Kim Se-yeong)  |
| 2015 | Ricoh Women's British Open | −12 (69-73-69-65=276) | Ko Dzsinjong (Ko Jin-yeong) |